# الزوجة الثالثة (فلم)
الزوجة الثالثة (بالفيتنامية: Vợ ba) هو فيلم دراما فيتنامية لعام 2018 من تأليف وإخراج آش مايفير، ويُعد أول فيلم روائي طويل للمخرجة. تدور أحداث الفيلم في القرن التاسع عشر، ويسرد حياة فتاة تبلغ من العمر 14 عامًا تصبح الزوجة الثالثة لمالك أرض في ريف شمال فيتنام.
عُرض الفيلم لأول مرة في مهرجان تورنتو السينمائي الدولي في سبتمبر 2018، حيث فاز بجائزة شبكة الترويج للسينما الآسيوية (NETPAC). كما شارك الفيلم في عشرات المهرجانات الدولية، حصد فيها 8 جوائز، كان آخرها جائزة لجنة تحكيم الشباب، من مهرجان فريبورغ السينمائي الدولي، كما فاز بجائزة اتحاد دعم السينما الاسيوية (نيتباك) من مهرجان تورنتو، جائزة أفضل إنجاز فني من مهرجان القاهرة السينمائي الدولي، أفضل فيلم من مهرجان كالكتا السينمائي الدولي، وفاز سيناريو فيلم الزوجة الثالثة بمنحة إنتاج سبايك لي عام 2014، كما كان ضمن قائمة جامعة نيويورك لأفضل سيناريوهات خريجيها عام 2015، وفاز أيضًا بالجائزة الكبرى من Autumn Meeting Lab في فيتنام، وأفضل مشروع فيلم من خارج هونج كونج من منتدى هونج كونج لتمويل الأفلام الأسيوية عام 2016.
آش مايفير مخرجة فيتنامية، حصلت على درجة الماجستير في الإخراج من جامعة نيويورك، بدأت مسيرتها بإخراج أفلام قصيرة منها The Silver Man، Sam، Walking the Dead والذين شاركوا في عدة مهرجانات دولية، ويُعد الزوجة الثالثة هو أول فيلم روائي طويل للمخرجة.

## الحبكة
أحداث «الزوجة الثالثة» تدور في إحدى المناطق الريفية في فيتنام حول فتاة تدعى ماي والتي تبلغ من العمر 14 عامًا، تصبح الزوجة الثالثة لرجل ثري يدعى هونغ، بمرور الوقت تكتشف ماي أن السبيل الوحيد الذي يضمن لها مكانة ذات شأن هو إنجاب طفل ذكر. وبالفعل تصبح ماي حاملًا ولكن حياتها تنقلب رأسًا على عقب عندما تدخل علاقة حب مُحرمة في المعادلة، لتكتشف الحقيقة القاسية حول قلة الخيارات المتاحة أمامها.

## روابط خارجية
- الزوجة الثالثة على موقع IMDb (الإنجليزية)
- الزوجة الثالثة على موقع روتن توميتوز (الإنجليزية)
- الزوجة الثالثة على موقع ألو سيني (الفرنسية)
- الزوجة الثالثة على موقع بوكس أوفيس موجو (الإنجليزية)
- الزوجة الثالثة على موقع فيلمافينيتي (الإسبانية)
- الزوجة الثالثة على موقع قاعدة بيانات الفيلم (الإنجليزية)
- الزوجة الثالثة على موقع ليتربوكسد (الإنجليزية)
- الزوجة الثالثة على موقع كينوبويسك (الروسية)